# Лаук, Карл Патрик
Карл Патрик Лаук (эст. Karl Patrick Lauk, род. 9 января 1997 в Курессааре, Эстония) — эстонский шоссейный велогонщик. С августа по декабрь 2017 года стажёр команды Мирового Тура Astana Pro Team.

## Достижения
2017
- 1-й  на Туре Эстонии - ГК
  - 1-й  - в ОК
  - 1-й  - в МК
  - 1-й на этапе 1

| ГК | Генеральная классификация |
| ОК | Очковая классификация     |
| МК | Молодёжная классификация  |